# Campionats del món de ciclocròs de 1966
Els Campionats del món de ciclocròs de 1966 foren la dissetena edició dels mundials de la modalitat de ciclocròs i es disputaren el 27 de febrer de 1966 a Beasain, País Basc. La competició consistí en una única cursa masculina.

## Resultats
| Prova                | Or                          | Or         | Plata                     | Plata | Bronze               | Bronze |
| Cursa elit masculina | Eric De Vlaeminck · Bèlgica | 1h 02' 57" | Hermann Gretener · Suïssa | + 12" | Rolf Wolfshohl · RFA | + 17"  |

## Classificació de la prova masculina elit
| Pos. | Ciclista          | País          | Temps      |
| ---- | ----------------- | ------------- | ---------- |
|      | Eric De Vlaeminck | Bèlgica       | 1h 02' 57" |
|      | Hermann Gretener  | Suïssa        | + 12"      |
|      | Rolf Wolfshohl    | RFA           | + 17"      |
| 4    | Huub Harings      | Països Baixos | + 1' 16"   |
| 5    | Luciano Luciani   | Itàlia        | + 1' 32"   |
| 6    | Amerigo Severini  | Itàlia        | + 1' 36"   |
| 7    | Freddy Nijs       | Bèlgica       | + 1' 36"   |
| 8    | Karl Stähle       | RFA           | + 1' 54"   |
| 9    | Antón Barrutia    | Espanya       | + 1' 58"   |
| 10   | Michel Pelchat    | França        | + 1' 58"   |

## Medaller
| Posició | País    | Or | Plata | Bronze | Total |
| 1       | Bèlgica | 1  | 0     | 0      | 1     |
| 2       | Suïssa  | 0  | 1     | 0      | 1     |
| 3       | RFA     | 0  | 0     | 1      | 1     |